# Route 49 (Oman)
Die Route 49 oder R49 ist eine Fernstraße im Sultanat Oman. Die Fernstraße führt von Salala, der Hauptstadt der Dhofarregion, über Taqa und Mirbat bis nach Hasik am Indischen Ozean. Die Route 42 schließt nahtlos an.